# Dobrotu, Argeș
Dobrotu este un sat în comuna Albeștii de Argeș din județul Argeș, Muntenia, România.